# オプーナ
『オプーナ』 (opoona) は、2007年11月1日にコーエー（現・コーエーテクモゲームス）より発売されたWii用ゲームソフトである。ジャンルはRPG。アメリカでは2008年3月25日、ヨーロッパでは2008年9月に発売。

## 概要
ランドロール星という惑星に不時着した、ティティア星出身の子供であるオプーナ達の活躍を描くRPG。
クラシックコントローラなどに対応しているほか、ヌンチャクのみで片手でもプレイできる。公式サイトでは「親指らくらくプレイ」と称している。
2007年3月14日に東京・品川の品川グランドセントラルタワーにて発表会が開催された際に、映像も合わせて公開された。当初は同年9月27日に発売する予定だったが、品質向上のため同年11月1日まで発売が延期された。
ソフト自体は開発元のアルテピアッツァの企画であり、コーエーではないソフトメーカー（そのメーカーは不明）から発売される予定だった。
『戦国無双』シリーズの杉山芳樹が「どうしてもやりたい」と談判し、当初は難色を示した経営陣も熱意に負け、開発にゴーサインを出した。
これを受け、コーエーの取締役名誉会長の襟川恵子が堀井雄二に掛け合い、「RPGを発売したいが開発できるソフトハウスを紹介して欲しい」と頼んだところ、堀井からドラゴンクエストシリーズのソフト開発の実績を持つアルテピアッツァを紹介され、コーエーから当ソフトが発売されることとなった。
なお、本作のBGMは、2010年12月22日にベイシスケイプから3枚組のサウンドトラックとして発売された。
2011年5月19日発売のニンテンドー3DS用ソフト『デッド オア アライブ ディメンションズ』（コーエーとテクモは合併しコーエーテクモゲームスとなっている）には、登場キャラクター・ザックのコスチュームのひとつとしてオプーナコスチュームが登場している。

## ストーリー
ティティア星で一番のコスモガードの称号である「スターティティアン」に選ばれたダディーナ一家は、そのお祝いでランドロール星に旅行に行く。しかしその途中事故に遭い、ランドロール星に不時着。ダディーナ一家の両親は大怪我を負い、両親より先に個人用の非常用脱出ポッドを利用した3兄妹もバラバラにはぐれてしまう。
ランドロール星は、住む人の能力や特性によって居住区ドームが分けられており、人々は仕事をしてライセンスを獲得することによって、他の居住区ドームに移動できるという不思議な仕組みがあった。空港都市トキオネで目覚めた長男のオプーナは、ランドロール星のどこかにいる弟や妹を探し出し、両親を治療のためにマテリアルを集め、家族一緒にティティア星に帰るため、聖者と呼ばれる人の案内の元ライセンスの取得を目指す。

## 登場キャラクター

### 主人公たち
両親を含むティティア星人は、エネルギーの結晶であるエナジーボンボンを身体の頭部や足元に付随させており、物理的・理力的なの攻撃や防御で力を発揮する。
オプーナ
コスモガード達の故郷・ティティア星の子供。ティティア星では子供の戦闘への参加は禁じられているため、実戦経験はなかったが、潜在的な戦闘能力の高さからランドロールガードの適性を見出される。
ランドロールガードとしての実績を重ねる一方で、副業として様々なライセンスを獲得し、活動範囲を広げていく。
ティティア星人特有の身体能力の高さをもって、ランドロール人が一生に課せられるだけのノルマを僅かな期間で成し遂げる。
コプーナ
オプーナの末っ子の弟。主人公たち3人の中で一番幼いが一番大人びている。
強力なフォースを持つことから聖者の適性を見出され、聖者の島で聖者としての修業を積むことになる。
早くからオプーナと再会し、それぞれの道を究めるために協力することになる。
ポリーナ
オプーナの妹。性格や能力は母親譲り。ランドロール星へ不時着後は消息不明となる。
オプーナやコプーナとは違った形で保護されたため、職業適性は調べられていない。

### 家族・仲間
ダディーナ
オプーナたちの父。宇宙の平和を守るコスモガードの勇士であり、ティティア星の歴史上僅か5人しか存在しないスターティティアンの1人。
宇宙船墜落の際に重傷を負い、マミィーナと共に聖者の島で保護される。
マミィーナ
オプーナたちの母。
宇宙船墜落の際に重傷を負い、ダディーナと共に聖者の島で保護される。
チャイカ
シャイン社のエンジニア。
副業でランドロールガードも務め、総隊長ゴルディに認められる程の腕を持つ。
一時的にパーティメンバーに加わるが操作は不可能。

### ランドロール星の人々
オプーナ達と関わる特定のキャラクターは「トモダチ」になることができ、親密度を上げることが可能。
ゴルディ
ランドロールガードの総隊長。
アイゼル
聖者の長。オプーナの両親を保護している。
シャグラ
アイゼルの弟。瞑想の塔でアイゼルとの修業に挑んだ際、闇のエナジーに取り込まれたとされる。その後の消息は不明。
テッド
スターハウスに住むランドロールガードの研修生。まだ子供のオプーナを馬鹿にしている。オプーナの最初のトモダチ。
オプーナのスターハウス卒業と同時に両親に連れられスターハウスを離れるが、後に意外な形で再開することになる。
ムソルタス
ランドロール星の音楽家。オプーナにある取引を持ちかける。ストーリー進行上、必ずトモダチになる人物の1人。
メンデル
楽器職人。ムソルタスとは犬猿の仲ながらも良いコンビである。トモダチの1人。
ホップ
ランドロール星の大企業、ブラーボ社とシャイン社の両方の会長。トモダチの1人。
カシラ
OMPによる管理社会に反発しドームを出たものが集まる街アネモスの頭。トモダチの1人。
ジョイ
アネモスに暮らすアウトロー。トモダチの1人でもある。

#### その他トモダチになれる人々
ミラ
スターハウスの学生連合会長。オプーナから見るとしっかり者のお姉さん的少女。
ジングル
スターハウスの実験室で働く少年科学者。ダークローグコレクターのライセンスを貰える。
マサオ
スターハウスに住むニコニコ星からの留学生。
マック
ライフボーンのファーストフード店、イート・エブリデイの店長。機械いじりが趣味。
ミシェル
ライフボーンの釣り堀を管理するシーマスター教官。
ジョージ
国際ファーマー協会の会長。オプーナに畑の肥料となるミネラルの収集を依頼する。
ヨゼフ
ライフボーンのペントハウスに住む元マイニングエンジニアの大富豪。
アンジュ
アルティエラでアイドルを目指す少女。厳しいレッスンについていけずに自信を喪失している。
ニキータ
ランドロール星のCMの女王。
ミミィ
アルティエラで活動する人気のアイドル。

## ランドロール星のドーム
トキオネ
ランドロール星全土の子供たちが集められる教育施設スターハウスを中心としたドーム。
子供たちはトキオネで、初期住民ランクである「学生」の身分として学問にはげむことになる。卒業においてはあらかじめ判定された適性の条件を満たすことが主となるが、一部性格の不一致で学生のままの老齢の市民も存在する。
スターハウス、ライセンスタワー、ショッピングタワーの3つのタワーとそれを繋ぐ地下施設からなり、地下からは美術館や高級ホテルにも行ける。
スターハウスは地上５階建てで教室や特別教室、寮など部屋数が多く、地下施設はエリアの繋がりが複雑で判り辛いため、本作中の街・ダンジョンで最も複雑なマップになっている。
ライフボーン
ランドロール星全土の食糧生産を掌るドーム。釣り堀や農場、加工工場の他、ファーストフード店や高級マンション、貨幣であるマテリアルの加工施設などがある。
ドームの外にはマテリアルの鉱山があるが、ほぼ掘り尽くされ廃坑同然である。
アルティエラ
ランドロール星全土の芸術・芸能を掌るドーム。テレビ局や美術館、コンサートホールなどが存在する。
インテリジェントシー
ブラーボ社とシャイン社という2つの企業だけのためのドーム。２社の本社ビルと両社の会長を務めるホップの自宅がある。
湖の中心に建てられており、ドーム内もボートや海底トンネルで移動する。
聖者の島
聖者たちが暮らすドーム。聖者の職は無償であり、副業も禁止されているため、手作業で野菜を育て自給自足の生活をしている。
人生のノルマを達成しパラディソに行く資格を得たものは、ここの聖堂で洗礼を受ける。
パラディソ
ランドロール人は人生に課せられた一定のノルマを達すると勤労の義務から解き放たれ、この楽園に住むことが許される。
詳細は一般人には伏せられており、居住権を有する人物の情報も非公開である。
そのため、テレビ放送「あこがれ楽園生活」でも事実と想像が入り混じったものとして放送されている。

## ゲームシステム

### 全体的な特徴
本ソフトのジャンルはライフスタイルRPGと銘打っているが、これはRPGで経験値を稼ぐだけでなく、様々なイベントを通じて主人公たちが成長するためである。冒険の舞台となるランドロール星には、この星の平和を守っているランドロールガードという組織があり、主人公たちがそこでイベントをこなしていくことによって、様々なライセンスを手に入れて物語を進めていくことが出来る。
ライセンス以外にも、テレビ放送や滞在日数の設定、その他さまざまな寄り道、収集要素が存在する。

### 戦闘システム（アクティブボンボンバトル）
敵との戦闘の開始はランダムエンカウント制を取っている。戦闘の全体的な流れはファイナルファンタジーシリーズで採用されているアクティブタイムバトル方式に近いが、コマンド入力時でも敵の行動が一切中断されずに戦い続ける仕様である。後述するように戦闘時間が設けられており、これによりテンポよくバトルができるようになっている。
戦闘で出来る行動は、
- コントロールスティックを使ってエナジーをエナジーボンボンに注入してぶつける攻撃
- フォースポイント(FP)を使って攻撃する「フォース」
- 装備しているボンボンのオプションやコーティングを戦闘中に変更する「ボンボン」
- あらかじめ非戦闘状態の時に、オプーナ達に個別にセットしたアイテムを使う「アイテム」

の4つが可能。
これらのコマンドは、「エナジー」をいくつか消費して行う。エナジーは消費すると自動的に回復する。コマンド実行後は、エナジーが100パーセントのキャラに行動順が回るが、回復中のキャラはエナジーが100パーセントになるまで待ち時間が発生する。
消費したエナジーや前回の行動によって、オプーナたちとダークローグたちの次に行動可能となるまでの時間が決められるため、エナジーの溜める量をうまく調節しなければならない。
通常の戦闘では現実の時間で2分以内、場合によってはより短い時間以内に戦闘を終えないとエナジー切れとなり戦闘に負けたことになってしまう。このような制約があるため、適正レベルまで上げながら、戦略的な行動と戦闘時間を良く考えて戦闘を行なわなければならない。

#### エナジーボンボンによる攻撃
攻撃方法は、ヌンチャクコントローラーの3Dコントロールスティックを主に使うという特徴のあるものとなっている。スティックを傾けるとオプーナたちの頭上の球体「エナジーボンボン」(以下、ボンボン）にエナジーが溜められ、スティックを元に戻すとボンボンが敵であるダークローグへと発射、直撃することでダメージを与えることができる。本作の敵は立体的な配置がされており、スティックの操作で軌道を変え狙いを付ける形となる。
Cボタンを押しながらスティックを動かす、またはwiiリモコンの十字キー、エナジーを溜めている最中にZボタンを押す、のいずれかの操作でターゲットを選択しロックオンする。ボンボンの軌道はスティックを傾ける方向で変化する。スティックを元に戻す際にCボタンを押すことで、まっすぐの軌道でダークローグにボンボンを当てることができる。エナジーを溜めれば溜めるほどダークローグに与えるダメージも若干多くなり、また、ボンボンのスピードや軌道の曲がり具合も大きくなる。逆にエナジーを溜めなければボンボンのスピードや軌道の曲がり具合も小さくなる。
上記のとおり敵もリアルタイムに行動するため、目標の敵にボンボンを当てる際、他の敵に割り込まれると割り込んだ敵にダメージが与えられる。ボンボンを当てる際にダークローグが攻撃するためにこちらに向かってきてしまうとボンボンが当てられず攻撃をミスしてしまうことがあるが、ボンボンの軌道を調整することでカウンターを当て、攻撃を阻止することもできる。
また、敵には弱点となる部位が存在し、カーブをかけて弱点にボンボンを当てることで大ダメージを与えることができる。
ボンボンのカスタマイズによって、ボンボンが貫通するようになっていれば、目標の敵までの軌道上にいる複数の敵を巻き込むこともできる。

#### エナジーボンボンのカスタマイズ
エナジーボンボンは従来のRPGの武器のようにカスタマイズできる。コーティングと呼ばれるものとオプションと呼ばれるものがあり、コーティングは2種類、オプションは3種類まで装備可能である。エナジーボンボンをカスタマイズすることで、属性攻撃やステータスを上昇させることができる。経験値を貯めるとオプーナたちの能力だけでなくエナジーボンボン自体の能力も上がる。また、コーティングの全種と一部のオプションは装備することで戦闘中のボンボンの見た目が変わる。

#### フォースによる攻撃
フォースは、呼ばれる身体に集めた自然界のエネルギーを放出する技を使い体力回復や強力な攻撃を行うコマンド。従来のRPGでの魔法に相当する。エナジーボンボンを使ったフォースや、属性を持ったフォースの攻撃、回復など様々なのものが存在する。なお、フォース攻撃は敵であるダークローグも使用してくる。

#### オーラについて
ストーリーの進行によって、オプーナ達は精霊の加護を受けることになり、加護を受けた精霊がバトル中に現れることもある。彼らにエナジーボンボンを当てることで、戦闘のサポートをしてくれるようになる。

### プレイヤーが取得可能なライセンス
プレーヤーはストーリー上本業とされるランドロールガードのライセンスレベルが一定以上になると、副業としてランドロール星の別のライセンスも取ることができるようになる。しかしランドロール星に存在するライセンスの中には異星人という理由で取得できないライセンスの他、ストーリー上取る機会のないものがある。ライセンス取得は一部例外を除き、ライセンスセンターで仕事を発行→ライセンスセンターに仕事の完了を報告→ライセンスの更新を申請という流れを要し、管理社会であるランドロール星の様相を表している。またライセンスのレベルに応じ、オプーナの様々なステータスが上がる。
ランドロールガード
ランドロール星に巣食う魔物、ダークローグの討伐を主な仕事とする職業。オプーナの本職。
この職業に就くことで、一般人は侵入できないドーム外へ直接探索することができる。
この職業のランクを上げることが物語の目的の1つとなる。
アテンダント
接客業。途中のランクまではメインストーリーの進行上必須となる。
ファーストフード店のレジから始まり、最終的にはホテルのオーナーになることも可能。
シーマスター
釣り。ゲーム中では戦闘とほぼ同じシステムで行われる。希少動物であるシャチルカの保護活動にも関わる。
ストーリーの進行上、最高ランクまで上げることが必須となる。
マイニングエンジニア
鉱夫。ドリルを使って一部のダンジョンに点在する岩石からマテリアルやミネラルを掘り当てる。
ファーマーのライセンスと連動しており、マテリアルの採掘がマイニングエンジニアの、ミネラルの採掘がファーマーのノルマとなっている。
ファーマー
農業だが、プレイヤーがやることは肥料となるミネラルを採掘してくることである。採集したミネラルの数に応じ、
ライフボーンにある畑の様子が変化していく。マイニングエンジニアと連動したライセンス。
アイドル
アイドル。主にオプーナは共演者として出演し、ダンスを踊ることがメインの仕事となる。
ボンボン占い師
頭のボンボンを水晶玉代わりにした占い。ボンボンに映る映像を頼りに客の未来を占う。なお、その映像はゲーム中はテキストのみで表現される。
スイーパー
清掃員。制限時間内にエリア内にある紙クズを一定数吸い取るミニゲーム。
レスキュー
実際に人命救助を行う機会は無い。救急隊用の通路が解放され、一部のエリアで行けなかった部屋に行けるようになる。トキオネでのスリの逮捕に必要。
デリバリー
宅配業。依頼された物品を届けることがメインの仕事となるが、行く先々で短いサブイベントが発生する。ディテクティブのストーリーと連動している。
ディテクティブ
探偵。デリバリーのストーリーと連動している。
ウクレレ奏者
広場でウクレレを演奏する。ウクレレを引き続けた日数に応じてウクレレの演奏が3段階まで上手くなる。
コーディネーター
芸能、ペット、アートのそれぞれにおいて依頼されたものを探しだしてくるように依頼される。
ダークローグコレクター
倒したダークローグが自動的にダークローグブックに記載され、倒したダークローグの種類の数に応じてライセンスレベルが上がる。

## 用語
ランドロール星
ゲームの舞台となる惑星。かつては惑星全土が緑豊かな星だったが、数百年前に隕石の落下とダークローグの侵略により星の半分が闇のフォースに侵略された。
しかし、突如発生した謎の光が大地を引き裂き、現在まで残った半分への大がかりな侵攻は食い止められている。
ランドロール人の大半はダークローグの脅威の及ばないドーム内で暮らしている。
あらゆる行動がライセンスやOMPにより管理された管理社会に相当する。ただし副業は個人の自由、仕事は一生を単位としたノルマ制だが、初期ランクの学生のまま一応の生活をしているものや、ノルマを達成した時点で年齢を問わず勤労の義務から解放されるなど、多くのSF作品で見られるような古典的な管理社会ではない。
ライセンス
ランドロールで暮らす人々の行動範囲を管理するシステム。ランドロール星では何をするにもライセンスが必要である。
ランドロール星に住む人々は幼いころに職業を決定され、その職の研修生のライセンスを渡され、教育を受ける。
ただし副業のライセンスの取得は個人の自由であり、好きな職業のライセンスを得る事が出来る。
特定施設への出入りはその職業やそのコロニーの住民のライセンスが必要となる。
一定のノルマを達するとランクアップし、本職のランクが一定に達すると一生分の仕事を全うしたと見なされ、楽園パラディソに住む権利が与えられる。
ゲーム中ではストーリーを進めることで主人公の本職であるランドロールガードのランク、および住民ランクが上がる他、プレイヤーの任意で様々な副業のライセンスを取得することが可能であり、一部はストーリーの進行上必須である。
OMP(オフィシャル・マルチ・パスポート)
ドームの住民が所有する情報端末。あらゆる個人情報が記録されており、ドーム内の扉の開閉や買い物など、あらゆる設備の利用に必要となる。
GPSやワンセグ機能も備え、周辺マップや現在位置の確認、TV番組の視聴も可能。
個人情報は共有され、他人の所有するライセンスや友好関係、今請け負っている仕事の内容に至るまで閲覧可能(プレイヤーは不可)。
ゲーム中はメニュー画面という形で表現されている。
聖者
精霊と心を通わせる強力な聖なるフォースを持つ人々。その力をもってドームの人々に無償で奉仕するのが役割とされている。
フォースが強いものはそれだけ闇のフォースの影響を受けやすいため、普段は上空に浮かぶ聖者の島で暮らしている。
副業を禁止されており、自給自足の生活をしている。
ダークローグ
ティティア星人と対をなす闇のフォースを操るモンスター。遥か昔からティティア星人と戦い続けてきた。
ランドロール星では数百年前に落下した隕石からダークローグが発生し、星の半分を闇のフォースで蝕まれたが、突然発生した謎の光により残り半分への侵攻は食い止められた。
しかし、それでも未だ多くのダークローグが生息している。
死の大地
ランドロール星の半分を占める闇のフォースで覆われた領域。中心部には数百年前に落下した隕石があり、宇宙から見ると巨大な眼のようにも見える。
人が住める環境ではないため詳細は知られていない。

## スタッフ
- 杉山芳樹（エグゼクティブ・プロデューサー）
- 杉村幸子（ディレクター）
- 崎元仁、並木学、岩田匡治、金田充弘、阿部公弘、上倉紀行（音楽）
- 眞島真太郎（プロデューサー/キャラクターデザイン）
- 株式会社アルテピアッツァ（企画/開発）
- 株式会社キャトルコール（プログラム）
- 有限会社ベイシスケイプ（BGM/効果音）
- 株式会社コーエー（製作/販売）